# Geniates rugosus
Geniates rugosus är en skalbaggsart som beskrevs av Lorenzo Camerano 1878. Geniates rugosus ingår i släktet Geniates och familjen Rutelidae. Inga underarter finns listade i Catalogue of Life.